# Колок (озеро)
Колок — озеро в Прибайкальском районе Бурятии на территории Прибайкальского природного заказника (учреждён 28 апреля 1981 года). Площадь водосбора — 209 км².

## География
Озеро, площадью водного зеркала 1,56 км², расположено в северо-восточной части Морского хребта, на высоте 579 м над уровнем моря, в межгорной котловине, в окружении высот от 700 до 1200 м, покрытых сосново-лиственничной тайгой.
Озеро вытянуто с юго-запада на северо-восток. Длина — 2,5 км, наибольшая ширина — 1,3 км. Средняя глубина — 10 м. В водоём впадают несколько речек, берущих начало на водоразделе Морского хребта — Большая, Прямая, Бурля Колочная и др. Вытекает река Итанца, правый приток Селенги.
Ближайший населённый пункт от озера, село Гурулёво, находится в 23 км к юго-востоку по автодороге, идущей по левобережью Итанцы от Баргузинского тракта.